# Westhouse-Marmoutier
Westhouse-Marmoutier – miejscowość i gmina we Francji, w regionie Grand Est, w departamencie Dolny Ren.
Według danych na rok 1990 gminę zamieszkiwały 223 osoby, a gęstość zaludnienia wynosiła 56 osób/km² (wśród 903 gmin Alzacji Westhouse-Marmoutier plasuje się na 648. miejscu pod względem liczby ludności, natomiast pod względem powierzchni na miejscu 561.).